# Fiestas de Santa Leticia

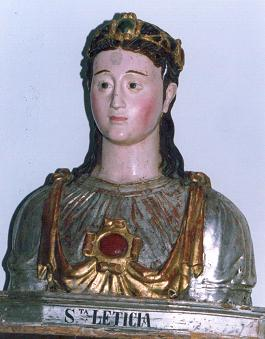
Busto de santa Leticia.

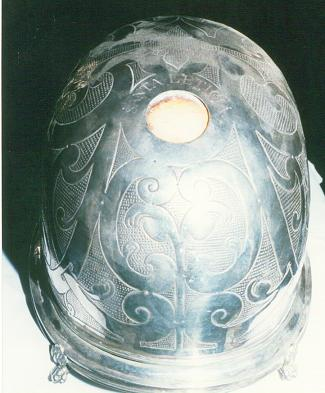
relicario de Santa Leticia.

Santa Leticia, virgen y mártir, es una de esas santas de las que se tienen unos muy exiguos datos biográficos que ofrezcan cierta garantía de veracidad histórica; parece ser, que sufrió el destierro y martirio por defender su fe y pudor. Existen otras noticias, sobre ella, nada fiables desde el punto de vista científico más riguroso. 

## Actos en honor a santa Leticia
Para honrar la memoria de su Patrona, Ayerbe (Huesca), España. Siempre ha organizado una serie de actividades, en un principio religiosas. Desde principios del siglo XX, comprendidos  en un programa oficial con anuncios comerciales y preparados por una comisión creada en el seno del Ayuntamiento, los actos se dividen en religiosos y profanos.

## Año 1579
Con anterioridad al año 1579 ya salía la procesión. En esta fecha se mandó a los Jurados y Consejo de Ayerbe que hiciesen ocho albas para los que llevaban las peanas con los bustos de plata de santa Leticia y san Pedro. El busto de la Santa desapareció en el siglo XIX.

## 

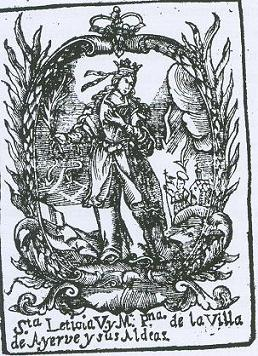
Grabado de 1736.

## sigloXVIII

### Actos religiosos
Día 8 de septiembre
- Comienza una novena para cuya práctica, Manuel Silvestre Alcay y Díaz de Pedrosa, vicario perpetuo de esta Villa, compuso e imprimió en 1736 un librito-devocionario, que contiene reflexiones teológico-devotas y una oración diferente para cada día de la novena.

- Después de la novena se decían o cantaban los Gozos de santa Leticia, incluidos en el librito anterior

### Actos profanos
Día 8 de septiembre
- Vítores por las calles, disparo de armas, iluminarias (bengalas) y hogueras tanto en Ayerbe como en sus aldeas.

## Siglo XIX
Destaca la Pastorada redactada en el aragonés de Ayerbe con motivo de las fiestas de inauguración de la actual parroquia, celebraciones que tuvieron lugar entre los días 11  y 12 de abril de 1855. Una edición crítica de esta Pastorada, acompañada de notas marginales, vio la luz en el número 2 de la revista Luenga & Fablas (Consello d'a Fabla Aragonesa, Huesca, 1998, pp.83-95).

## Siglo XX
El siglo XX hay que dividirlo en dos etapas:

### Primera etapa
Actos religiosos
Día 8 de septiembre

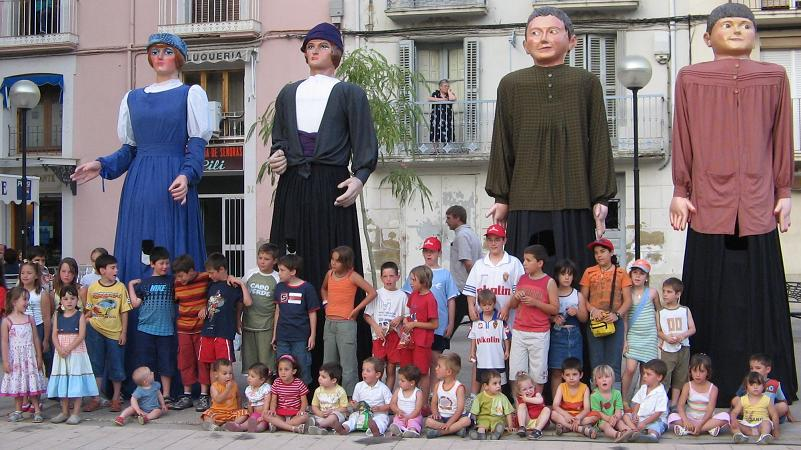

- 18 horas, canto de Completas y después se besaba la reliquia.

Al suprimirse la Completas, en la misa vespertina se exponía la reliquia de la Santa a la veneración, permaneciendo hasta finalizar las fiestas en el altar mayor.
Día 9 de septiembre
- En la mañana de esta jornada se cantaba en el coro Tercia con acompañamiento de órgano.

Concluido el canto se iniciaba la procesión que solía ser sobre las 9 horas. Desde tiempo inmemorial, las peanas se han adornado con albahaca y racimos de uva, como evocación de los diezmos y primicias de antaño. Los porteadores eran los quintos de ese año, quienes también se encargaban del posterior reparto de las uvas y albahaca, bendecidas, por todas las casas de la localidad.
- Misa de terno Solemne (en aragonés “Misa de tres en rigla”), con sermón costeado por el Ayuntamiento.

Los días siguientes, si no había encargo de fiestas particulares, no había festividad religiosa.

### Segunda etapa
Actos religiosos
Día 6 al 8 de septiembre
- Triduo (desde 1991)

Día 9 de septiembre
- Bendición de los frutos y de la albahaca que penden de la peana. Se lleva a cabo minutos antes de comenzar la procesión.

Hasta el año 2001 salían tres peanas donde iban los bustos que representan santa bárbara, san Pedro apóstol, titular del templo parroquial, y santa Leticia. A partir de 2002 se sacan los tres bustos, juntos, en un paso con ruedas.
- Procesión solemne
- Misa solemne Aragonesa

Actos profanos
Según se desprende del artículo de Pérez Gella  “Reflejos tradicionales” Programa de Fiestas Santa Leticia 1956 ( septiembre 1956 ) hasta entonces las Fiestas giraban en torno a los siguientes actos:
- Volteo de campanas
- Hoguera en honor a Santa Leticia
- Ronda de mozos a las mozas del lugar ( cantadores de jota con rondalla )

Con permiso u sin permiso
ya está la ronda en la calle,
que la ronda de los mozos
no pide persmiso a nadie
- Corte del chopo más alto, transporte a hombros y plantado en la plaza durante los días que duraba la fiesta. De su copa pendían unas enormes calabazas
- Procesión de Santa Leticia
  - Desde tiempo inmemorial con uvas y albahaca

Y aunque la veáis con las uvas
paseando por el lugar,
las lleva porque son suyas,
que ella no las va a robar
- Reparto de uvas y albahaca por las casas de la Villa

Aun cuando las fiestas giran en torno a los cinco o seis actos tradicionales, estudiando los festejos, en el siglo  XX, encontramos diferenciadas varias épocas:
1. Hasta la década de 1940 se conserva la tradición que venía de siglos atrás con muy pocas variaciones. Tiempos del Cursal y Centro Republicano
2. La década de 1940 fue de transición en el Café Moderno y Casino
3. Las décadas de 1950 y 1960 son las décadas del Casino y el Casino nuevo. También Las peñas de Ayerbe nacieron en estas décadas. De la misma forma que ocurre hoy en día, los jóvenes de aquella época, además de acondicionar un recinto donde reunirse para bailar, se juntaban para acudir en cuadrilla a los actos organizados por la Comisión de Fiestas.
4. La década de 1970 es la del Club Juventud de Ayerbe. Comenzó a traer grandes orquestas de renombre que dejaron vacías las verbenas de la plaza
5. Desde la década de 1980 triunfa la calle. La categoría de las orquestas contratadas por la comisión de fiestas, eclipsó la programación del Casino y Club Juventud

## Breve estudio de los actos del programa de "Fiestas Santa Leticia"
- Gigantes y cabezudos

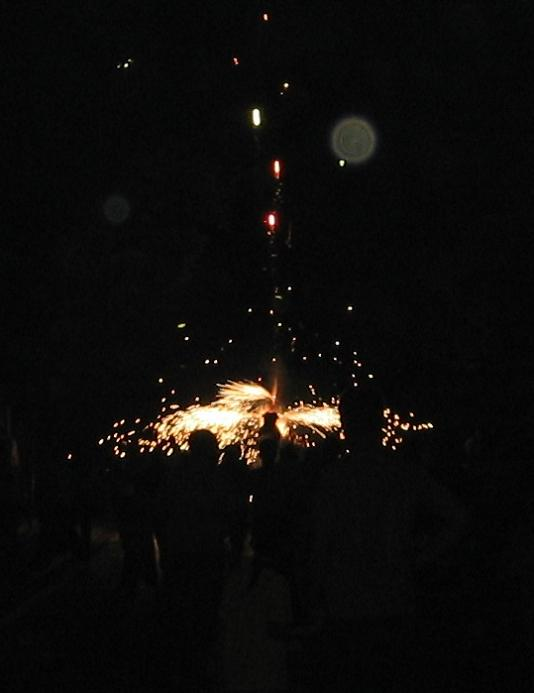
Toro de fuego.

  - En 1900 había, ya, gigantes y en 1913 comparsa de gigantes y cabezudos.
- Toros de fuego
  - En 1914, se anuncia la quema de dos toros de fuego
- Hogueras
  - La hoguera, en honor a Santa Leticia, se hace desde tiempo inmemorial
- Volteo de campanas
  - Cuando el cohete anunciador de las fiestas explotaba a las doce del mediodía, se hacían sonar todas las campanas del campanal sin tener en cuenta tiempos ni ritmos
- Bailes
  - Se bailaba en un principio la jota con cantadores y músicos locales
  - En la década de 1940, venía una banda militar de Huesca
    - Baile en la plaza, dianas y música en los actos relevantes de las fiestas

  - A mediados de la década de 1950, el Ayuntamiento comienza a traer una orquesta para todas las fiestas, en sustitución de la banda militar

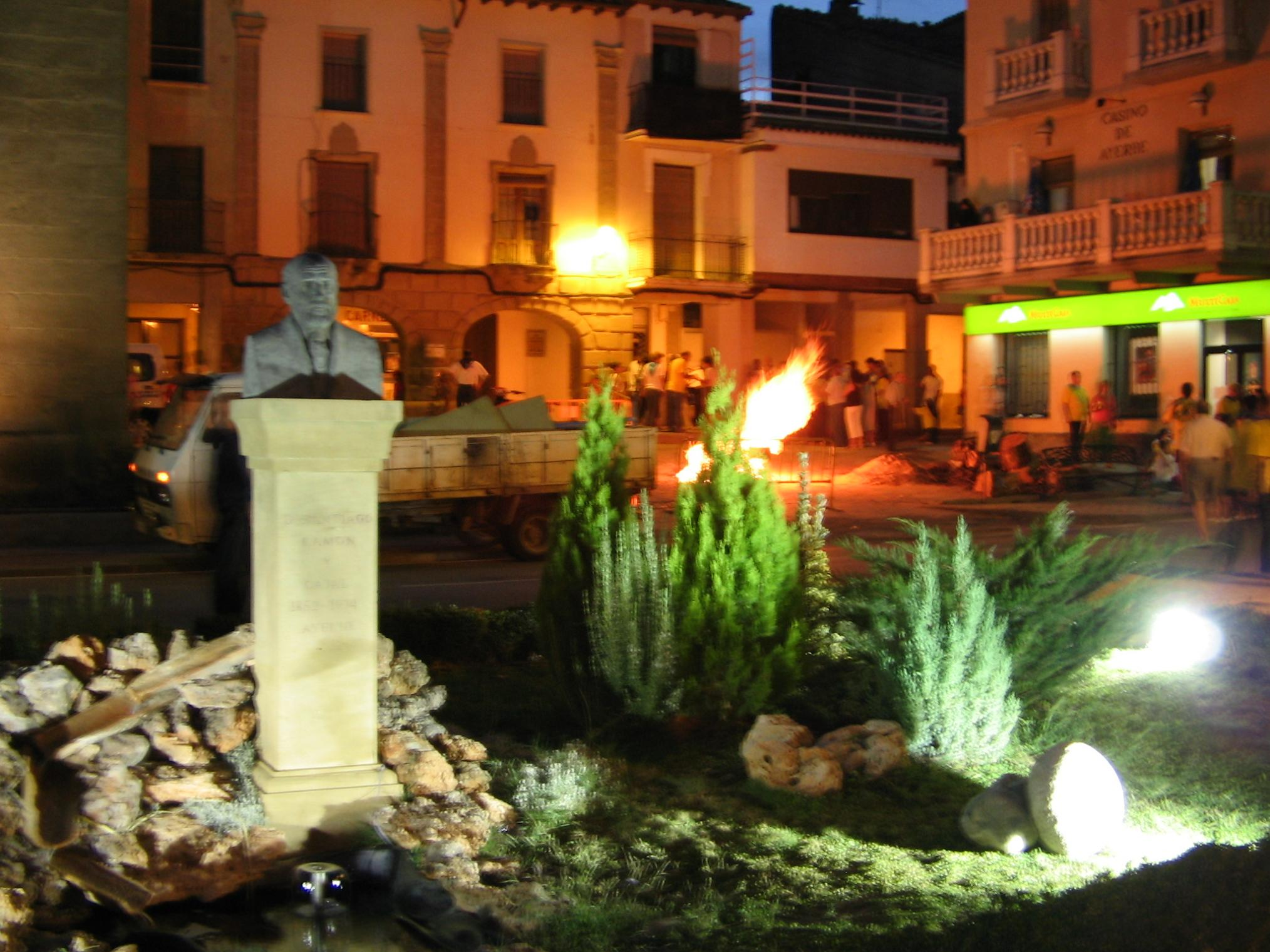
Hoguera de Santa Leticia.

- - Desde 1980 el Ayuntamiento contrata una orquesta para cada día de la fiesta y una charanga para las dianas y pasacalles
- Carreras de cintas
  - Antes de la bicicleta fue a trote de burros y caballos
- Carrera de sacos, de burros y calzoncillada
- Fuegos artificiales
  - A principios del siglo XX, ya se quemaba colección de fuegos artificiales
- Madero enjabonado
  - En el año 1944 se colgaron dos pollos en la punta como premio

- Cucañas
- Tiro al plato ( desde 1956 )

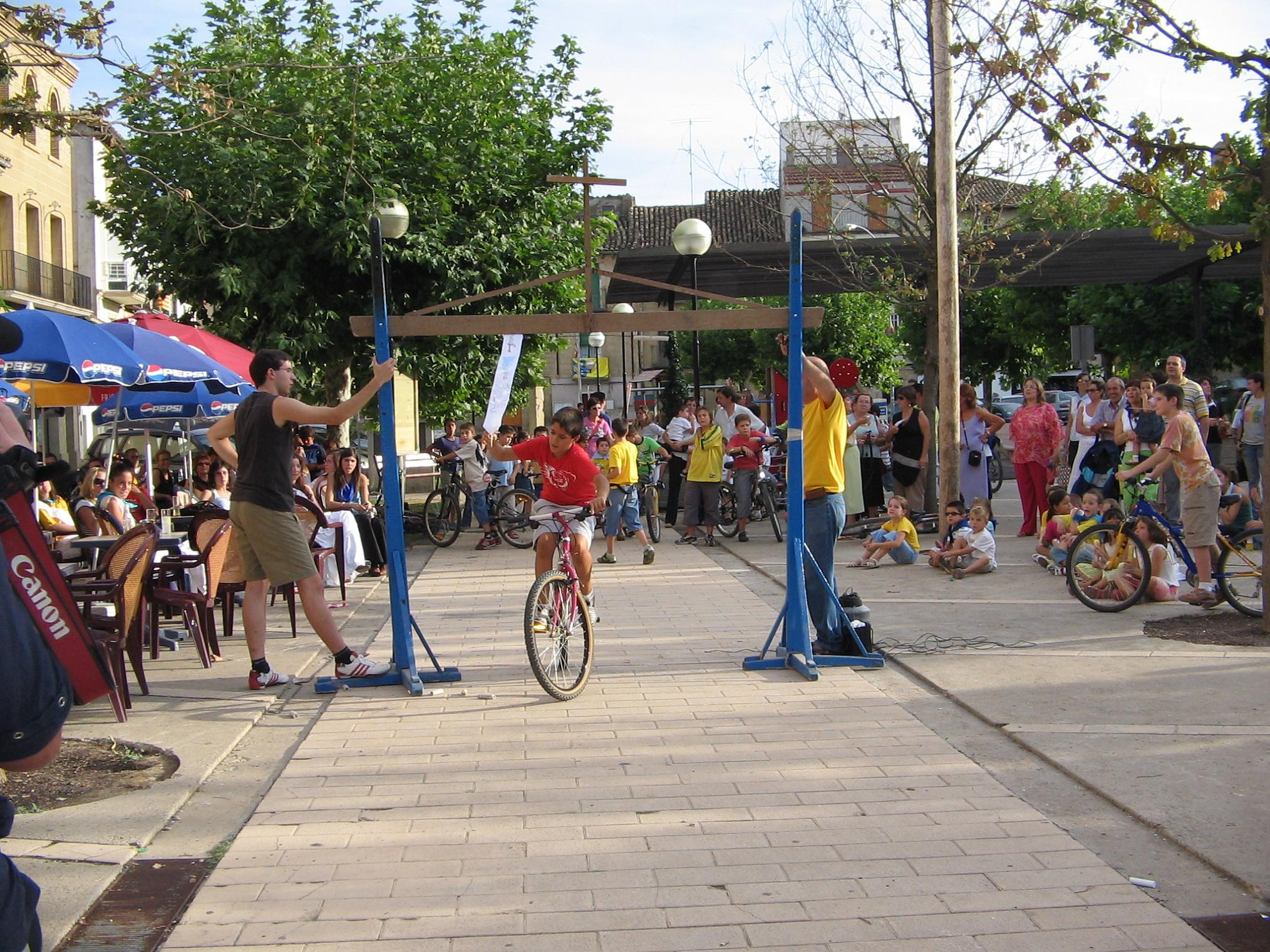
Carrera de cintas.

- Partido de fútbol entre equipo local y uno invitado ( al menos desde 1966 )
- Carroza para las Presidentas de fiestas ( reaparece en 1970 )
- Torneo de Fútbol-Sala ( desde 1979 )
- Dianas y pasacalles
- Calderetas (nacen como concurso de carne a la pastora en 1971)
- Traca fin de fiestas

Cada año hay alguna novedad en Ayerbe
- Partidos de pelota en el frontón ( hasta entrada la década de 1960 )

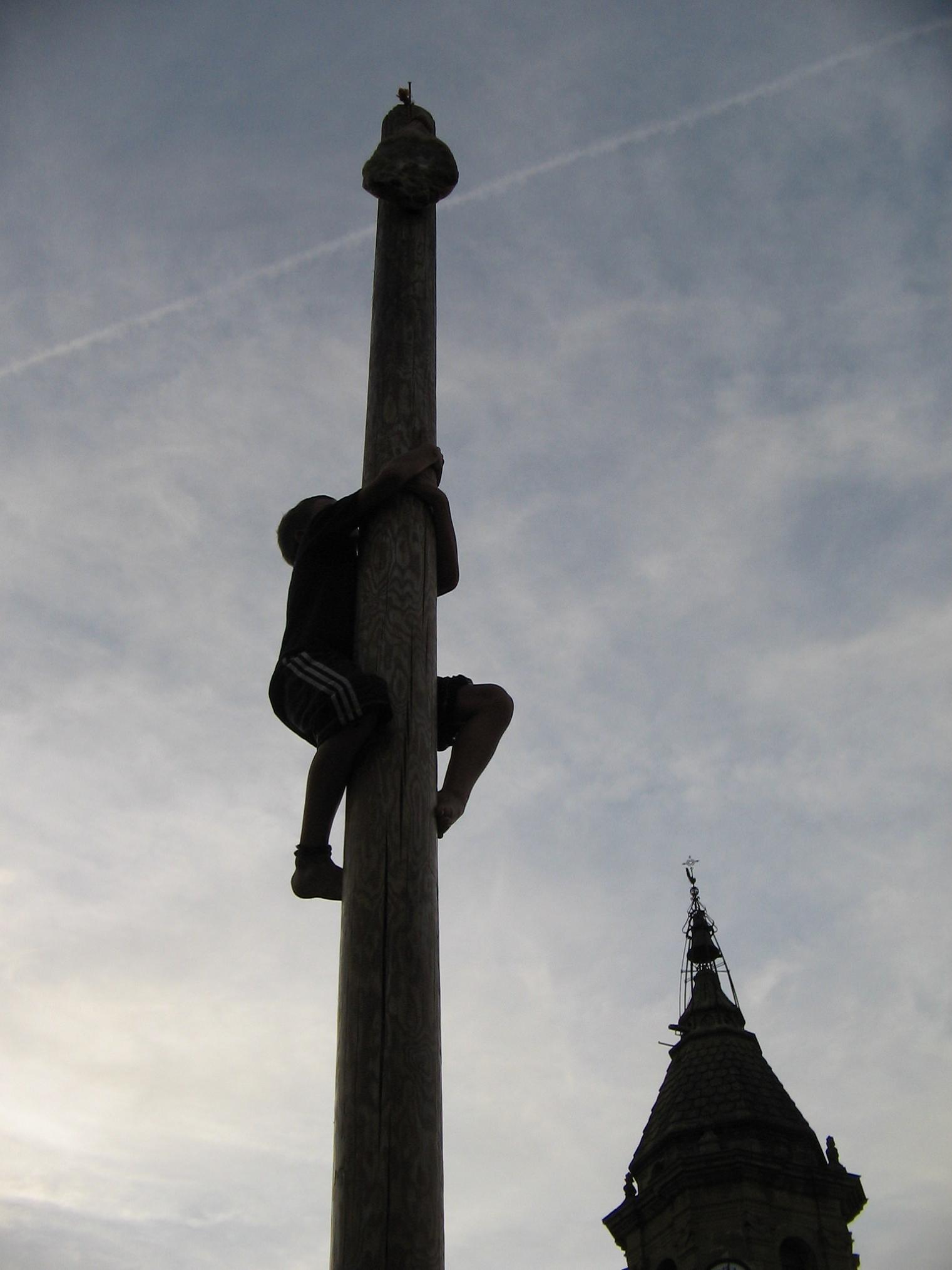
Madero enjabonado.

- Carreras ciclistas ( varios años; En 1944 se hicieron de rapidez y lentitud)
- Carreras pedrestres (varios años)
- Boxeo (1968)
- Lucha libre olímpica (1970)
- Teatro (varios años)
- Grupos folclóricos (varios años)
- Concurso de bebedores de cerveza ( años 1972 y 1984 )
- Concurso de acordeón (1971, 1972, 1973)
  - Premios:
    - 1 - 10.000 pesetas
    - 2 -   6.000 pesetas
    - 3 -   3.000 pesetas
    - 4 -   1.000 pesetas
    - 5 -   1.000 pesetas
    - 6 -      500 pesetas
    - 7 -      500 pesetas
- Campeonato de Natación ( desde 1973 varios años )
- Concurso castillos de Arena (desde 1970 varios años)
- Espectáculos taurinos (varios años en las décadas de 1950, 1970 y 1980 )
- Concurso de tiro de Barra aragonesa ( desde 1978 varias ediciones )
- Gymkhana de coches ( desde 1979 varios años )
- Carrera de Karts ( varios años; en 1982, puntuable para el campeonato de Aragón )
- Concurso Artístico-Píctórico
- Concurso <<Ayerbe en el futuro>> ( 1982 )
- Concurso de Gastronomía dulce ( desde 1983 varias ediciones )
- Concurso de dibujo infantil y juvenil
- Exhibición de deportes tradicionales vascos ( 1990 )
- Fiesta del Karaoke ( varios años )
- Variedades (varios años)